# Llista d'asteroides/143201-143300
| Nom      | Designació provisional | Data de descobriment   | Lloc de descobriment | Descobridor/s  |
| -------- | ---------------------- | ---------------------- | -------------------- | -------------- |
| 143201 - | 2002 XC88              | 12 de desembre de 2002 | Palomar              | NEAT           |
| 143202 - | 2002 XS89              | 14 de desembre de 2002 | Socorro              | LINEAR         |
| 143203 - | 2002 XX89              | 14 de desembre de 2002 | Socorro              | LINEAR         |
| 143204 - | 2002 XF90              | 14 de desembre de 2002 | Socorro              | LINEAR         |
| 143205 - | 2002 XQ92              | 5 de desembre de 2002  | Kitt Peak            | M. W. Buie     |
| 143206 - | 2002 XS92              | 5 de desembre de 2002  | Kitt Peak            | M. W. Buie     |
| 143207 - | 2002 XD101             | 5 de desembre de 2002  | Socorro              | LINEAR         |
| 143208 - | 2002 XG101             | 5 de desembre de 2002  | Socorro              | LINEAR         |
| 143209 - | 2002 XR105             | 5 de desembre de 2002  | Socorro              | LINEAR         |
| 143210 - | 2002 XE107             | 5 de desembre de 2002  | Socorro              | LINEAR         |
| 143211 - | 2002 XO109             | 6 de desembre de 2002  | Socorro              | LINEAR         |
| 143212 - | 2002 YG                | Anderson Mesa          | LONEOS               |                |
| 143213 - | 2002 YS                | Anderson Mesa          | LONEOS               |                |
| 143214 - | 2002 YY                | Anderson Mesa          | LONEOS               |                |
| 143215 - | 2002 YE1               | 27 de desembre de 2002 | Anderson Mesa        | LONEOS         |
| 143216 - | 2002 YP1               | 27 de desembre de 2002 | Anderson Mesa        | LONEOS         |
| 143217 - | 2002 YA3               | 28 de desembre de 2002 | Ametlla de Mar       | Ametlla de Mar |
| 143218 - | 2002 YL3               | 27 de desembre de 2002 | Anderson Mesa        | LONEOS         |
| 143219 - | 2002 YY3               | 28 de desembre de 2002 | Socorro              | LINEAR         |
| 143220 - | 2002 YY4               | 28 de desembre de 2002 | Socorro              | LINEAR         |
| 143221 - | 2002 YL6               | 28 de desembre de 2002 | Anderson Mesa        | LONEOS         |
| 143222 - | 2002 YB10              | 31 de desembre de 2002 | Socorro              | LINEAR         |
| 143223 - | 2002 YN11              | 30 de desembre de 2002 | Socorro              | LINEAR         |
| 143224 - | 2002 YX12              | 31 de desembre de 2002 | Socorro              | LINEAR         |
| 143225 - | 2002 YF13              | 31 de desembre de 2002 | Socorro              | LINEAR         |
| 143226 - | 2002 YA16              | 31 de desembre de 2002 | Socorro              | LINEAR         |
| 143227 - | 2002 YK17              | 31 de desembre de 2002 | Socorro              | LINEAR         |
| 143228 - | 2002 YV17              | 31 de desembre de 2002 | Socorro              | LINEAR         |
| 143229 - | 2002 YY17              | 31 de desembre de 2002 | Socorro              | LINEAR         |
| 143230 - | 2002 YK18              | 31 de desembre de 2002 | Socorro              | LINEAR         |
| 143231 - | 2002 YO18              | 31 de desembre de 2002 | Socorro              | LINEAR         |
| 143232 - | 2002 YU19              | 31 de desembre de 2002 | Socorro              | LINEAR         |
| 143233 - | 2002 YK20              | 31 de desembre de 2002 | Socorro              | LINEAR         |
| 143234 - | 2002 YT20              | 31 de desembre de 2002 | Socorro              | LINEAR         |
| 143235 - | 2002 YZ20              | 31 de desembre de 2002 | Socorro              | LINEAR         |
| 143236 - | 2002 YA21              | 31 de desembre de 2002 | Socorro              | LINEAR         |
| 143237 - | 2002 YB21              | 31 de desembre de 2002 | Socorro              | LINEAR         |
| 143238 - | 2002 YF21              | 31 de desembre de 2002 | Socorro              | LINEAR         |
| 143239 - | 2002 YC22              | 31 de desembre de 2002 | Socorro              | LINEAR         |
| 143240 - | 2002 YC24              | 31 de desembre de 2002 | Socorro              | LINEAR         |
| 143241 - | 2002 YV24              | 31 de desembre de 2002 | Socorro              | LINEAR         |
| 143242 - | 2002 YM25              | 31 de desembre de 2002 | Socorro              | LINEAR         |
| 143243 - | 2002 YA26              | 31 de desembre de 2002 | Socorro              | LINEAR         |
| 143244 - | 2002 YJ26              | 31 de desembre de 2002 | Socorro              | LINEAR         |
| 143245 - | 2002 YG27              | 31 de desembre de 2002 | Socorro              | LINEAR         |
| 143246 - | 2002 YK27              | 31 de desembre de 2002 | Socorro              | LINEAR         |
| 143247 - | 2002 YJ28              | 31 de desembre de 2002 | Socorro              | LINEAR         |
| 143248 - | 2002 YS28              | 31 de desembre de 2002 | Socorro              | LINEAR         |
| 143249 - | 2002 YP29              | 31 de desembre de 2002 | Socorro              | LINEAR         |
| 143250 - | 2002 YU30              | 31 de desembre de 2002 | Socorro              | LINEAR         |
| 143251 - | 2002 YY30              | 31 de desembre de 2002 | Socorro              | LINEAR         |
| 143252 - | 2002 YG31              | 31 de desembre de 2002 | Socorro              | LINEAR         |
| 143253 - | 2002 YL31              | 31 de desembre de 2002 | Socorro              | LINEAR         |
| 143254 - | 2002 YL35              | 31 de desembre de 2002 | Socorro              | LINEAR         |
| 143255 - | 2002 YV35              | 31 de desembre de 2002 | Socorro              | LINEAR         |
| 143256 - | 2002 YZ35              | 31 de desembre de 2002 | Socorro              | LINEAR         |
| 143257 - | 2003 AE                | 1 de gener de 2003     | Socorro              | LINEAR         |
| 143258 - | 2003 AU1               | 2 de gener de 2003     | Socorro              | LINEAR         |
| 143259 - | 2003 AO2               | 2 de gener de 2003     | Socorro              | LINEAR         |
| 143260 - | 2003 AA6               | 1 de gener de 2003     | Socorro              | LINEAR         |
| 143261 - | 2003 AB7               | 2 de gener de 2003     | Socorro              | LINEAR         |
| 143262 - | 2003 AF7               | 2 de gener de 2003     | Socorro              | LINEAR         |
| 143263 - | 2003 AQ7               | 2 de gener de 2003     | Socorro              | LINEAR         |
| 143264 - | 2003 AW9               | 4 de gener de 2003     | Kitt Peak            | Spacewatch     |
| 143265 - | 2003 AN10              | 1 de gener de 2003     | Socorro              | LINEAR         |
| 143266 - | 2003 AF11              | 1 de gener de 2003     | Socorro              | LINEAR         |
| 143267 - | 2003 AJ11              | 1 de gener de 2003     | Socorro              | LINEAR         |
| 143268 - | 2003 AA12              | 1 de gener de 2003     | Socorro              | LINEAR         |
| 143269 - | 2003 AK12              | 1 de gener de 2003     | Socorro              | LINEAR         |
| 143270 - | 2003 AG13              | 1 de gener de 2003     | Socorro              | LINEAR         |
| 143271 - | 2003 AF14              | 2 de gener de 2003     | Socorro              | LINEAR         |
| 143272 - | 2003 AN14              | 2 de gener de 2003     | Socorro              | LINEAR         |
| 143273 - | 2003 AB15              | 2 de gener de 2003     | Anderson Mesa        | LONEOS         |
| 143274 - | 2003 AU15              | 4 de gener de 2003     | Socorro              | LINEAR         |
| 143275 - | 2003 AJ16              | 1 de gener de 2003     | Socorro              | LINEAR         |
| 143276 - | 2003 AA18              | 5 de gener de 2003     | Anderson Mesa        | LONEOS         |
| 143277 - | 2003 AG19              | 4 de gener de 2003     | Anderson Mesa        | LONEOS         |
| 143278 - | 2003 AK21              | 5 de gener de 2003     | Socorro              | LINEAR         |
| 143279 - | 2003 AW24              | 4 de gener de 2003     | Socorro              | LINEAR         |
| 143280 - | 2003 AB25              | 4 de gener de 2003     | Socorro              | LINEAR         |
| 143281 - | 2003 AJ25              | 4 de gener de 2003     | Socorro              | LINEAR         |
| 143282 - | 2003 AL25              | 4 de gener de 2003     | Socorro              | LINEAR         |
| 143283 - | 2003 AX25              | 4 de gener de 2003     | Socorro              | LINEAR         |
| 143284 - | 2003 AA26              | 4 de gener de 2003     | Socorro              | LINEAR         |
| 143285 - | 2003 AS26              | 4 de gener de 2003     | Socorro              | LINEAR         |
| 143286 - | 2003 AT29              | 4 de gener de 2003     | Socorro              | LINEAR         |
| 143287 - | 2003 AL30              | 4 de gener de 2003     | Socorro              | LINEAR         |
| 143288 - | 2003 AK33              | 5 de gener de 2003     | Socorro              | LINEAR         |
| 143289 - | 2003 AL33              | 5 de gener de 2003     | Socorro              | LINEAR         |
| 143290 - | 2003 AW33              | 5 de gener de 2003     | Kitt Peak            | Spacewatch     |
| 143291 - | 2003 AZ33              | 5 de gener de 2003     | Socorro              | LINEAR         |
| 143292 - | 2003 AO34              | 7 de gener de 2003     | Socorro              | LINEAR         |
| 143293 - | 2003 AS34              | 7 de gener de 2003     | Socorro              | LINEAR         |
| 143294 - | 2003 AV34              | 7 de gener de 2003     | Socorro              | LINEAR         |
| 143295 - | 2003 AA35              | 7 de gener de 2003     | Socorro              | LINEAR         |
| 143296 - | 2003 AF36              | 7 de gener de 2003     | Socorro              | LINEAR         |
| 143297 - | 2003 AU37              | 7 de gener de 2003     | Socorro              | LINEAR         |
| 143298 - | 2003 AW38              | 7 de gener de 2003     | Socorro              | LINEAR         |
| 143299 - | 2003 AC39              | 7 de gener de 2003     | Socorro              | LINEAR         |
| 143300 - | 2003 AD39              | 7 de gener de 2003     | Socorro              | LINEAR         |